# گوتی (بازیکن فوتبال)
خوزه ماریا گویتیرز هرناندز (José María Gutiérrez Hernández) معروف به گوتی (متولد ۳۱ اکتبر ۱۹۷۶ میلادی) بازیکن سابق و مربی فوتبال اهل اسپانیا است. وی در پست هافبک هجومی و مهاجم کاذب بازی می‌کرد.
او در دوران بازی خود تقریباً فقط برای تیم رئال مادرید بازی کرد و در بیش از ۵۰۰ بازی برای این تیم به میدان رفت که در آن بازی‌ها به عنوان کاپیتان دوم بازی می‌کرد. 
وی کار خود را از باشگاه جوانان رئال مادرید در سال ۱۹۸۶ آغاز کرد و تا سال ۲۰۱۰ به مدت ۲۴ سال در خدمت این تیم بود و پس از آن با یک قرارداد دو ساله به بشیکتاش ترکیه پیوست اما با مدیران این تیم اختلاف پیدا کرد سرانجام در ۲۱ سپتامبر ۲۰۱۲ بازنشستگی خود را اعلام کرد.
گوتی بعد از گذراندن دوره اولیه مربی گری٢٠١٣ تا ٢٠١٨  به مدت ۵سال در جوانان رئال مادرید مشغول به کار شد. در سال ٢٠١٨ به عنوان دستیار به بشیکتاش رفت و  سال ٢٠—٢٠١٩ سر مربی آلمریا شد. در مجموع گوتی که از ١٠ سالگی به مدرسه رئال  رفت تا سال ٢٠١٨ که  در تیم جوانان مربی گری کرد ٢٩ سال در باشگاه رئال مادرید حضور داشته است که رکوردی پر افتخار برای او محسوب میشود و میتواند باز هم  افزایش یابد.   
گوتی در رده پایه ها، با تیم ملی زیر ١٨ سال اسپانیا، در سال ١٩٩۵، همچنین در سال ١٩٩٨ با تیم زیر ٢١ ساله های اسپانیا قهرمان رده پایه های اروپا شد. وی ١٣ بار هم پیراهن تیم ملی بزرگسالان اسپانیا را به تن کرده است و ٣ گل ملی هم دارد.

## افتخارات
رئال مادرید
جامهای داخلی
۵ قهرمانی لالیگا_ ٩٧—١٩٩۶، ٠١—٢٠٠٠، ٠٣—٢٠٠٢، ٠٧—٢٠٠۶، ٠٨—٢٠٠٧
۴ قهرمانی سوپر جام اسپانیا_  ١٩٩٧—٢٠٠١—٢٠٠٣—٢٠٠٨
جامهای بین المللی
٣ قهرمانی لیگ قهرمانان اروپا_.     ٩٨—١٩٩٧  ،  ٠٠—١٩٩٩.،  ٠٢—٢٠٠١ 
یک قهرمانی سوپر جام اروپا_ ٢٠٠٢ 
٢ قهرمانی جام بین قاره ای (باشگاههای جهان) ١٩٩٨—٢٠٠٢
بشیکتاش
قهرمان جام حذفی ترکیه_  ١١—٢٠١٠
تیم ملی اسپانیا رده پایه ها

5:U FA Euron an Under-19 Championsship
قهرمان اروپا در رده پایه ها زیر ١٨ سال با تیم پایه های اسپانیا ،، ١٩٩۵
قهرمان اروپا  در رده  پایه ها زیر ٢١ سال با تیم پایه های اسپانیا،، ١٩٩٨